# Desmostyle

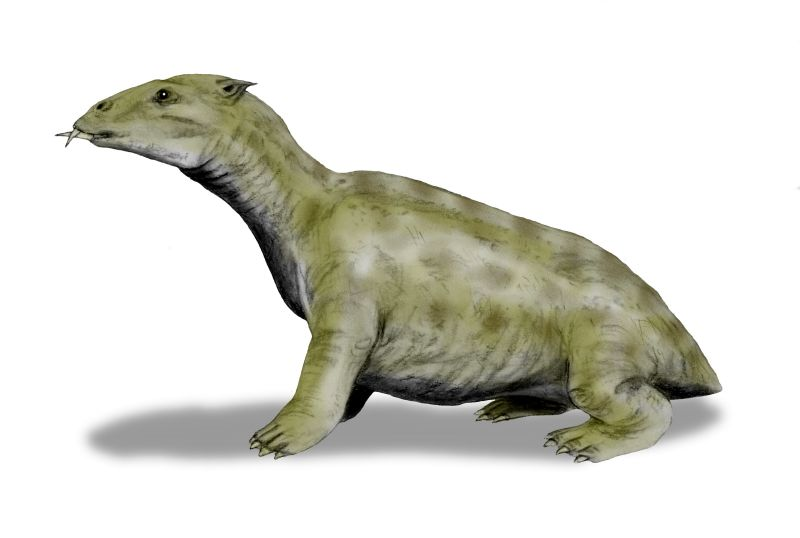
Desmostylus

Desmostyle (†Desmostylia) – rząd wymarłych ssaków spokrewnionych blisko z trąbowcami (Proboscidae) i brzegowcami (Sirenia). Były to ssaki ziemnowodne, o czteropalczastych kończynach z palcami najprawdopodobniej spiętymi błoną pławną i zakończonymi kopytkami.
Żyły w oligocenie i miocenie, niepewne skamieniałości datowane są również na pliocen. Zamieszkiwały wybrzeża Oceanu Spokojnego, chociaż wywodzą się z basenu Morza Tetydy. Najwięcej szczątków przedstawicieli tego rzędu znaleziono na wyspach Japonii, na Kamczatce i w Kalifornii.
Niewyjaśniona została dotychczas mechanika ich poruszania. Charakterystyczna dla tej grupy jest budowa zębów, wskazująca na odżywianie się wodną roślinnością przybrzeżną. Najlepiej poznanymi rodzajami są:
- Desmostylus Marsh, 1888 i
- Paleoparadoxia Reinhart, 1959.